# Ron Meredith
Ronald Ashton Meredith, detto Ron (Johannesburg, 26 maggio 1932), è un ex pallanuotista sudafricano.
Ha fatto parte del Sudafrica che ha disputato il torneo di pallanuoto ai Giochi di Helsinki 1952 e di Roma 1960.